# 伊諾鎮區 (北卡羅萊納州奧蘭治縣)
伊諾鎮區（英語：Eno Township）是位於美國北卡羅萊納州奧蘭治縣的一個鎮區。

## 地方資料
伊諾鎮區的面積為94.79平方千米，皆為陸地。根據2020年美國人口普查的數據，當地共有人口8237人，而人口密度為每平方千米86.9人。